# Kandaharia
Kandaharia es un género monotípico de plantas pertenecientes a la familia  Apiaceae: Su única especie: Kandaharia rechingerorum, se encuentra en Afganistán.

## Taxonomía
Kandaharia rechingerorum fue descrita por Reino Olavi Alava y publicado en Candollea 31: 92. 1976.